# FGM-148 Javelin
FGM-148 «Джавелін» (англ. FGM-148 Javelin — «дротик») — переносний протитанковий ракетний комплекс (ПТРК) виробництва американських підприємств Raytheon та Lockheed Martin. Перший серійний ПТРК третього покоління, якому властивий принцип «вистрілив-забув» — ракета має теплову голівку самонаведення, тому оператор ракетного комплексу не має супроводжувати і коригувати політ ракети після запуску, поки вона наближається до цілі.[⇨] Оператор також може вибрати один із двох режимів атаки ракети: атака згори — для ураження бронетехніки у її менш захищений верх, або атака по прямій.[⇨]
«Джавелін» призначений для ураження бронетехніки, укріплень на землі, а також літальних апаратів, що переміщуються на низькій висоті й швидкості — гелікоптерів або БПЛА.
Цей ПТРК США розробляли з 1986 року, а прийняли на озброєння в 1996 році. Успішно використовували в Іраку. Постачають на експорт у деякі країни світу.
З 30 квітня 2018 року перші комплекти стали надходити до України. Після початку російського вторгнення в Україну в лютому 2022 року, цей ПТРК став символом українського опору.

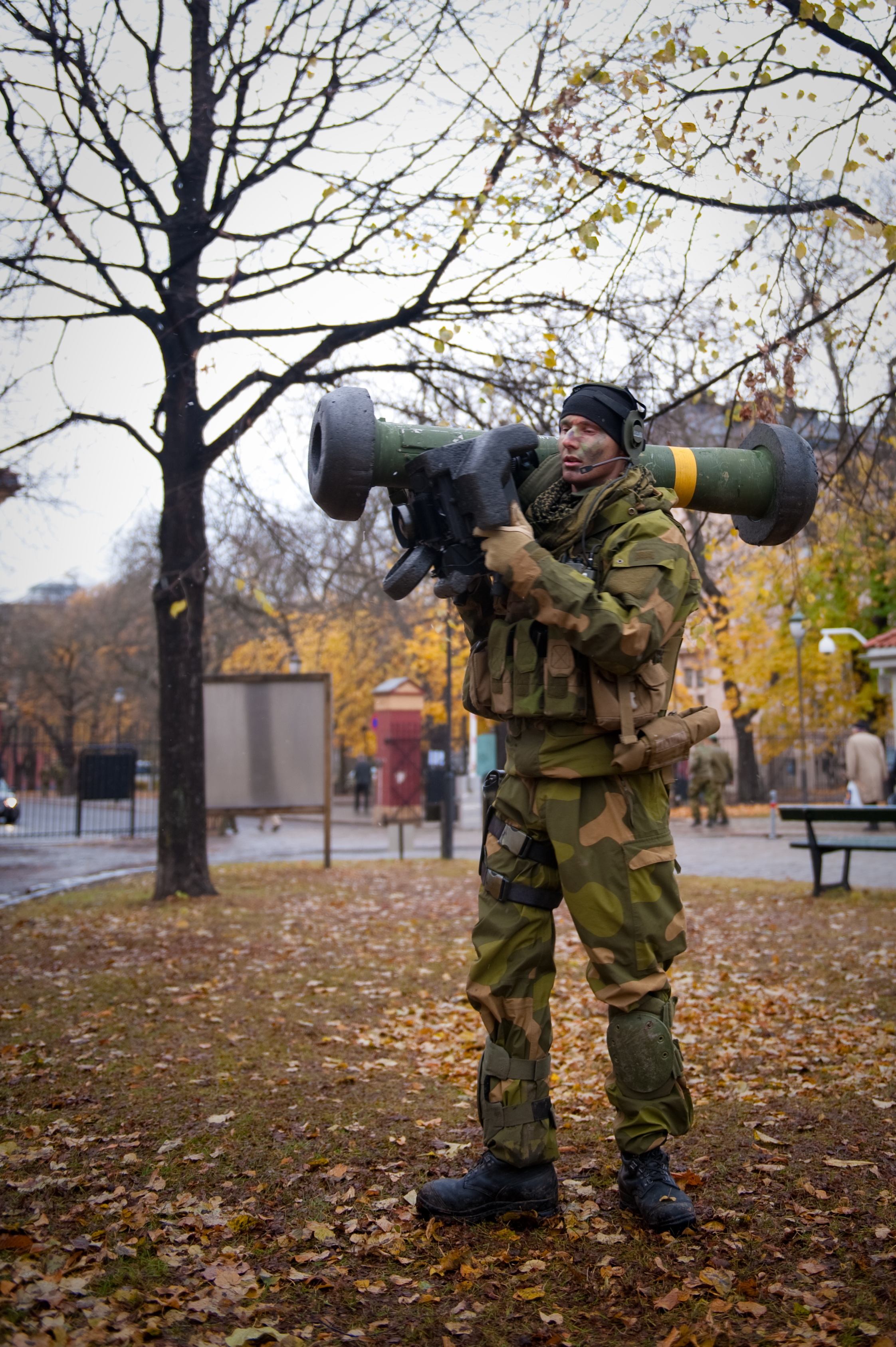
Норвезький солдат із «Джавеліном»

## Історія
ПТРК Javelin був задуманий як заміна протитанкового ракетного комплексу M47 Dragon, який перебував на озброєнні з 1975 року. Перші спроби створити нову систему відбулись іще в 1978 році, коли стартували роботи над проектом IMAAWS (англ. Infantry Manportable Anti Armour Assault Weapon System). Проте ця програма не виправдала сподівань й роботи над нею були згорнуті. На початку 1980-х років розпочались роботи за програмою англ. Assault-Breaker, яка також мала створити протитанкову ракетну систему, але так само не мала успіху.
Javelin увібрав у себе всі напрацювання, отримані компанією-розробником під час роботи над цими та подібними проектами. Контракти на проведення науково-дослідних конструкторських робіт із трьома компаніями-розробниками (Texas Instruments, Hughes Aircraft та Ford Aerospace and Communications Corporation) на конкурсній основі (з вибором одного з трьох дослідних прототипів) були укладені 28 серпня 1986 року. Випробування комплексу розпочались в 1988 році, у лютому 1989 року розробка TI була оголошена переможцем конкурсу на заміну ПТРК Dragon. Назву «Javelin» комплекс отримав у жовтні 1991 року, до цього він мав назву «TI AAWS-M». Після перемоги компанії-розробнику було надано 36 місяців на доведення комплексу.
Уже з 1994 року було розпочато виготовлення установчої партії Javelin, у ході експлуатації якої розкрилися проблеми, типові для високотехнологічних зразків озброєння і військової техніки: Texas Instruments виклалася «на повну котушку» на етапі конкурсного відбору та її ресурси були на межі виснаження, що незабаром відбилось на якості серійної продукції, — після прийняття комплексу на озброєння стало очевидним, що серійні зразки як ракет, так і командно-пускових блоків (КПБ) серйозно поступаються якістю і бойовими можливостями зразкам, представлених на випробування в 1987—1989 рр.
Внаслідок розслідування урядовою комісією було з'ясовано, що матеріально-технічна база компанії обмежена і не може забезпечити необхідної якості при серійних обсягах виробництва, у такому вигляді, комплекс не відповідає пред'явленим державним вимогам. У Texas Instruments були готові забезпечити необхідні показники виробництва з істотним зниженням якості, який зацікавлені особи серед армійського генералітету повинні були «не помітити», але конкуренти, які мали види на її бізнес, доклали всіх зусиль до того, щоб цього не допустити. Зазначені чинники призвели до поглинання ракетного бізнесу Texas Instruments компанією Raytheon, яка могла собі дозволити капіталовкладення такого масштабу і викупила все, що стосувалось виробництва ПТРК Javelin, включно зі штатом інженерно-технічних працівників, весь робочий персонал і складальну лінію, внісши цілу низку змін (наприклад, масивний КПБ, якого не було у Javelin на момент прийняття на озброєння і який увібрав у себе багато рис від згорнутого в середині 1980-х рр. власного проекту Raytheon).
Спочатку, у відбірковому турі програми AAWS-M, коли зразок Texas Instruments ще проходив випробування нарівні з іншими дослідними прототипами, планувалося протягом 6 років закупити для потреб Сухопутних військ і Корпусу морської піхоти США до 7 тис. ПТРК і 90 тис. ракет до них. Також передбачалося, що поставки на експорт для армій країн-союзників можуть досягти 40-70 тис. ракет, згодом, до моменту завершення конкурсу та оголошення переможця, замовлення було знижено до 74 тис. ракет, а на момент завершення доводочних робіт і прийняття комплексу на озброєння обсяги поставки були іще зменшені й, до того, на триваліший термін — 33 тис. ракет протягом 11 років (тобто всього близько третини від вихідного національного замовлення і практично тотальне онулення закордонного замовлення). Одним із головних чинників настільки кардинального перегляду програми держзакупівель у частині протитанкового озброєння став розпад СРСР. Комплекси Javelin розроблялися спеціально під забезпечення ними угруповання сухопутних військ США в Європі, яка в силу названих обставин перестала потребувати засобів такого роду.
Загальна вартість програми розробки і виробництва ПТРК «Javelin» склала $5 млрд. Вартість ракети в пусковому контейнері при закупівлі для армії і морської піхоти США становить близько $73 тис. у цінах 1992 року, $78 тис. у цінах 2002 року і наближається до $100 тис. у цінах 2013 року, а вартість командно-пускового блоку складає $126 тис. у цінах 2002 року, що робить «Джавелін» найдорожчим ПТРК за всю історію створення та використання подібних комплексів.

## Конструкція

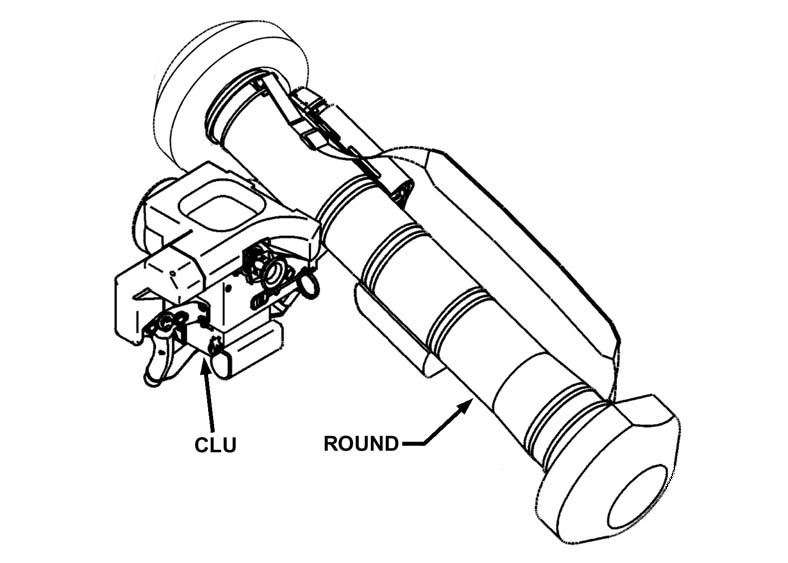
Пульт керування з під'єднаним транспортно-пусковим контейнером

Повний комплекс Javelin складається з трьох основних модулів:
- пульту керування — пускова установка M98A1 Command Launch Unit (CLU),
- боєприпасу в транспортно-пусковому контейнері (має форму тубуса) Launch Tube Assembly (LTA),
- елемента живлення і системи охолодження теплових сенсорів Battery Coolant Unit (BCU).

Транспортно-пусковий контейнер слугує для безпечного транспортування і пуску ракети.
Ракета комплексу «Javelin» має інфрачервону головку самонаведення (ІЧ ГСН), завдяки якій протитанковий комплекс і належить до третього покоління — у ньому реалізований принцип «вистрілив-забув», де після пуску ракета самостійно корегує траєкторію свого польоту. Ракета обладнана крилами, що розкриваються за класичною аеродинамічною схемою. За вибором оператора, ракета здатна уражати цілі як у лобову частину, так і згори вниз, де ракета попередньо набирає висоту перед атакою. У поєднанні з потужною тандемно-кумулятивною БЧ, ці характеристики дозволяють ракеті уражати всі сучасні танки.
У ПТРК створена система «м'якого пуску», що дозволяє стріляти із закритих приміщень.
Для пуску необхідно:
- Приєднати транспортно-пусковий контейнер (ТПК) із ракетою до пускового пристрою (ПП);
- Зняти торцеву кришку ТПК;
- Ввімкнути комплекс та охолодити ГСН;
- «Захопити ціль» за допомогою регульованого маркера наведення на моніторі пускової установки (ПУ) та вибрати тип атаки — прямий чи зверху;
- Натиснути спускову клавішу.

### Пульт керування— пускова установка (CLU)
Пульт керування — пускова установка M98A1 Command Launch Unit (CLU) єдина складова комплексу, яка призначена для багаторазового використання. Вона надійно захищена від ударів гумовими абсорберами та має дві рукояті в нижній частині. Цей модуль складається з: корпусу, абсорберів ударів, рукояток, відсіку для елемента живлення, оптичного прицілу, теплового прицілу, окуляра, гнізда для з'єднання з обладнанням для навчання та гнізда для під'єднання до ракети. Абсорбери також захищають обличчя та очі стрільця під час пуску ракети. Разом із сумкою для перенесення та приладдям для очистки, модуль важить 6,4 кг. Його габарити (Д×В×Ш) складають 34,8×33,9×49,9 см.

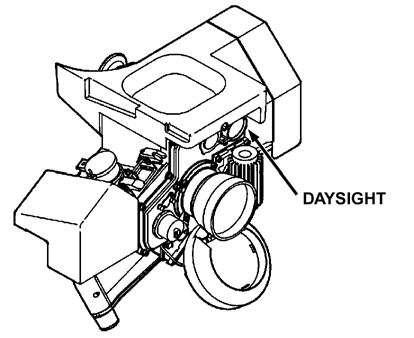
Схематичний вигляд M98A1 CLU, позначено об'єктив для денного прицілу, поруч із ним знаходиться об'єктив тепловізійної камери

Відсік для елемента живлення пульта керування призначений для розміщення елементу живлення LiSO2 (літій-діоксид сірки) BA-5590/U без можливості перезаряджання, який забезпечує роботу системи протягом 0,5–4 години (в залежності від температури), або елемент живлення-акумулятор BB390A, який дозволено використовувати лише під час навчання.
Оптичний приціл є зоровою трубою з 4-кратним збільшенням, полем огляду 4,80°×6,40° та не потребує живлення. Основним призначенням оптичного прицілу є огляд поля бою та пошук цілей вдень.
Тепловий приціл (англ. Night Vision System) є тепловізором та основним прицільним пристосуванням, яким користуються стрільці як вночі, так і вдень. Він дає можливість стрільцеві працювати за умов поганої видимості (туман, дощ, задимлення, димові завіси, тощо) та теплових завад. Тепловий приціл складається з об'єктиву, теплового детектора-охолоджувача (поміщеного в посудину Дьюара), дисплея пульту керування та окуляра, який може працювати у двох режимах:
- Широкий кут огляду (WFOV) дає 4-кратне збільшення (поле зору 4,58°×6,11°);
- Вузький кут огляду (NFOV) дає 9-кратне збільшення (поле зору 2,00°×3,00°).

Охолоджувач використовує двигун Стірлінга та здатен охолодити систему до робочої температури за 2,5-3,5 хвилини. Тепловий сенсор має роздільну здатність 240×1 пікселів (пізніші версії 240×2 та 240×4) — такий вузький сенсор здатен охопити все поле зору завдяки дзеркалу, що коливається із боку в бік. Сенсор перетворює теплову енергію на електричні сигнали, які відображаються на моніторі.
Стрілець бачить зображення і з оптичного, і з теплового прицілів через єдиний окуляр. Перемикання між оптичним прицілом та тепловим режимом відбувається поворотом дзеркальця в середині пристрою. При цьому, стрілець може спостерігати за полем бою через оптичний приціл навіть тоді, коли пристрій вимкнено.
Пульт керування має два порти: один для з'єднання з системою для навчання та один для під'єднання до боєприпасу в транспортно-пусковому контейнері. Також поруч з окуляром знаходиться індикатор вологості повітря всередині пристрою.

#### Дисплей та індикатори

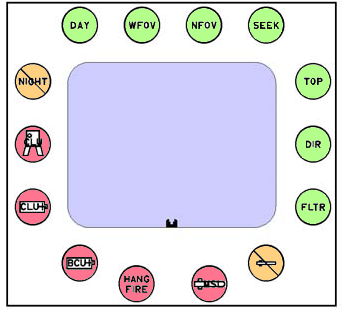
Дисплей з індикаторами

Окуляр має муфту, яка захищає зображення від відблисків від навколишніх джерел світла. Також лінзи окуляра дають можливість стрільцеві підлаштуватись під необхідні діоптрії. Також у муфту окуляра вбудовані пелюстки, які його закривають, якщо муфта не притиснута оком. Це не лише захищає поверхню лінзи від подряпин, а й попереджає демаскування стрільця вночі.
По периметру навколо монітора розташовано 14 кольорових індикаторів, на яких показаний поточний режим роботи, налаштування, та можливі помилки в системі.
Зелені індикатори повідомляють про обраний режим перегляду (денний, широке поле зору, мале поле зору, зображення з голівки самонаведення ракети), обраний режим атаки (прямий чи непрямий). Іще один зелений індикатор працює при увімкненому світлофільтрі теплового прицілу.
Два індикатори бурштинового забарвлення повідомляють, коли тепловий сенсор пульта керування не охолоджений до робочої температури (лівий) та неготовність голівки самонаведення ракети (справа). Індикатор блиматиме, якщо електроніка голівки самонаведення перегріта, а система автоматично вимкнеться протягом 30 секунд.
П'ять червоних індикаторів повідомляють про несправність системи: автотест голівки самонаведення, збій при пуску ракети, проблеми з елементом живлення ракети та пульту керування, а також автотест пульту керування.
Додаткові індикатори відображаються вже на самому дисплеї: прицільна сітка, позначки, за якими можна визначити режим перегляду (широке чи вузьке поле зору), кути прямокутника захоплення цілі, тощо.

#### Важелі керування
Перемикач живлення має чотири режими: вимкнено, денний режим, нічний, тестування (OFF, DAY, NIGHT та TEST). Коли прилад вимкнено, він не споживає жодної енергії, проте дозволяє оглядати поле бою через 4-кратний оптичний приціл. У денному режимі (DAY) блок керування (CLU) починає споживати струм з елемента живлення, проте тепловий приціл не працює. У нічному режимі (NIGHT) тепловий приціл охолоджується та дозволяє стрільцеві споглядати поле бою в інфрачервоному діапазоні хвиль. Режим тестування (TEST) запускає програму автодіагностики.
На лівій рукояті знаходяться чотири важелі керування: увімкнення фільтру для захисту теплового прицілу від виявлення ворогом (англ. filter select, FLTR), налаштування фокусу теплового прицліу (FOCUS), режим роботи прицілу (SGT SEL: денний, широке, вузьке поле зору або голівки ракети), увімкнення голівки самонаведення, який відкриває можливість для здійснення пуску ракети.
На правій рукояті знаходяться важелі налаштування яскравості та контрасту, висоти та ширини прямокутника захоплення цілі, вибір режиму атаки та пусковий гачок.

### Транспортно-пусковий контейнер

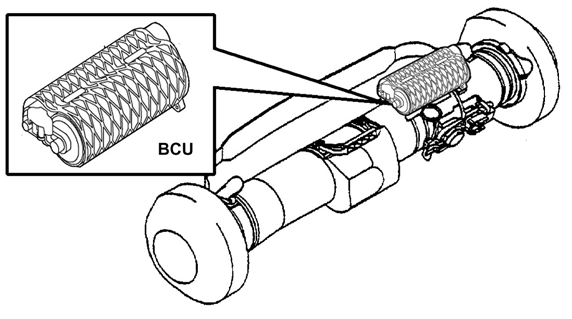
Транспортно-пусковий контейнер та розташування модуля з елементом живлення-системою охолодження (BCU)

Боєприпас системи Javelin складається з ракети FGM-148, транспортно-пускового контейнера, у якому вона знаходиться, блоку живлення та охолодження ракети (англ. Battery Coolant Unit, BCU), що знаходиться на транспортно-пусковому контейнері. Повна вага боєприпасу дорівнює 16 кг.
Транспортно-пусковий контейнер виготовлений із вуглецевого волокна зміцненого епоксидними смолами, має дві кришки на кінцях, короткий ремінець для руки, довший ремінець для перенесення на плечі, роз'єм під'єднання до CLU та підкладку для плеча. Таким чином, транспортно-пусковий контейнер слугує як для транспортування ракети, так і для її пуску. Гарантований термін зберігання дорівнює 10 років. Транспортно-пусковий контейнер має 121 см завдовжки та 14 см у діаметрі; діаметр тильних заглушок дорівнює 30 см.
На транспортно-пусковому контейнері знаходиться блок з елементом живлення та системою охолодження (англ. Battery Coolant Unit, BCU). Цей блок містить невідновлюваний елемент живлення на основі літію та невеликий балон зі стисненим аргоном. Елемент живлення живить голівку самонаведення ракети електричною енергією перед пуском, а стиснений аргон слугує для охолодження теплової матриці голівки самонаведення до робочої температури із використанням ефекту Джоуля — Томсона. Блок BCU може бути запущений лише один раз та розрахований на роботу протягом не більше 4 хвилин. Існує два взаємно сумісних варіанта блоку, які відрізняються лише зовнішнім виглядом: один має суцільне покриття, інший — ребристу поверхню теплообмінника. Вага блоку складає 1,3 кг, довжина 20,7 см, ширина 11,8 см.

### Ракета

#### Будова

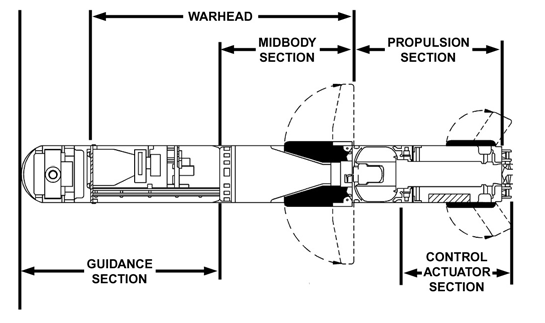
Схематичне зображення відсіків (що частково перетинаються) ракети FGM-148.

Ракета складається з декількох відсіків: наведення (англ. Guidance Section), середнього (англ. Mid-body Section), бойової частини (англ. Warhead), моторний відсік (англ. Propulsion Section) та приводів керма (англ. Control Actuator Section).
Відсік наведення містить головку самонаведення, її електронні складові та служить для стеження та наведення на ціль. У голівку самонаведення також вбудований контактний підривач для бойової частини. Інфрачервоний датчик побудований на основі чутливих елементів телуриду ртуті-кадмію (HgCdTe) та має роздільну здатністю 64×64 пікселів.
У середній частині ракети знаходиться електронна система керування вогнем (англ. Electronic Safe Arm and Fire Unit, ESAF), яка служить запобіжником проти випадкової детонації бойової частини та керування двигунами ракети. ESAF відповідальна за правильну роботу ракети та має запобігати детонації в транспортно-пусковому контейнері у випадку осічки при старті двигунів. При влученні у ціль вона підриває обидва заряди бойової частини у правильному порядку із дотриманням необхідних затримок. У цьому відсіку знаходяться шість крил, що розкриваються після виходу ракети із контейнера та відповідальних за її стабілізацію в польоті.
Бойова частина ракети тандемна кумулятивна і тому складається з двох зарядів. Призначення першого — ініціалізація динамічного захисту аби звільнити шлях для основного заряду. Якщо ціль не захищена динамічним захистом, перший заряд діє на броню та підсилює сумарну дію зброї. Бойова частина має такий самий діаметр, як і ракета. Її основним призначенням є ураження броньованої цілі.

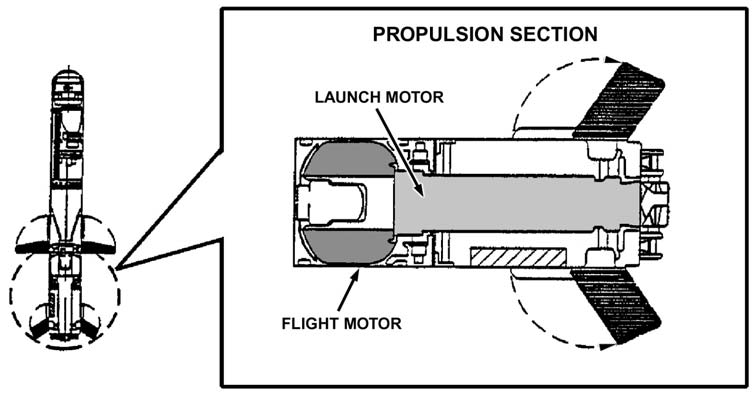
Відсік двигунів та керма. Елемент живлення позначений заштрихованими лініями.

Моторний відсік містить два ракетних рушія. Перший ступінь — вибивний заряд, відповідальний за викидання ракети із пускового контейнера на безпечну відстань. Вибивний заряд повністю вигоряє поки ракета перебуває в контейнері. Завдяки цьому ракета опиняється на такій відстані від стрільця, що основний, маршовий, рушій вже не може завдати йому шкоди реактивним струменем.
Стартовий рушій (вибивний заряд) та маршовий двигун відокремлені між собою досить міцною прокладкою, аби захистити основний двигун від надмірного тиску вибивного заряду, але достатньо крихкою, щоб зруйнуватись під дією газів основного двигуна.
Відсік приводів керма відповідальний за генерацію сигналів керування на аеродинамічні керма, а також за живлення електронних компонент ракети енергією. Ракета має чотири керма, які після виходу з контейнера автоматично розкладаються та фіксуються. Також ракета має чотири лопаті відхилення вектору тяги маршового двигуна. Електричний струм отримується з елемента живлення на розплавленій солі, який отримує для своєї роботи теплову енергію горіння маршового двигуна.

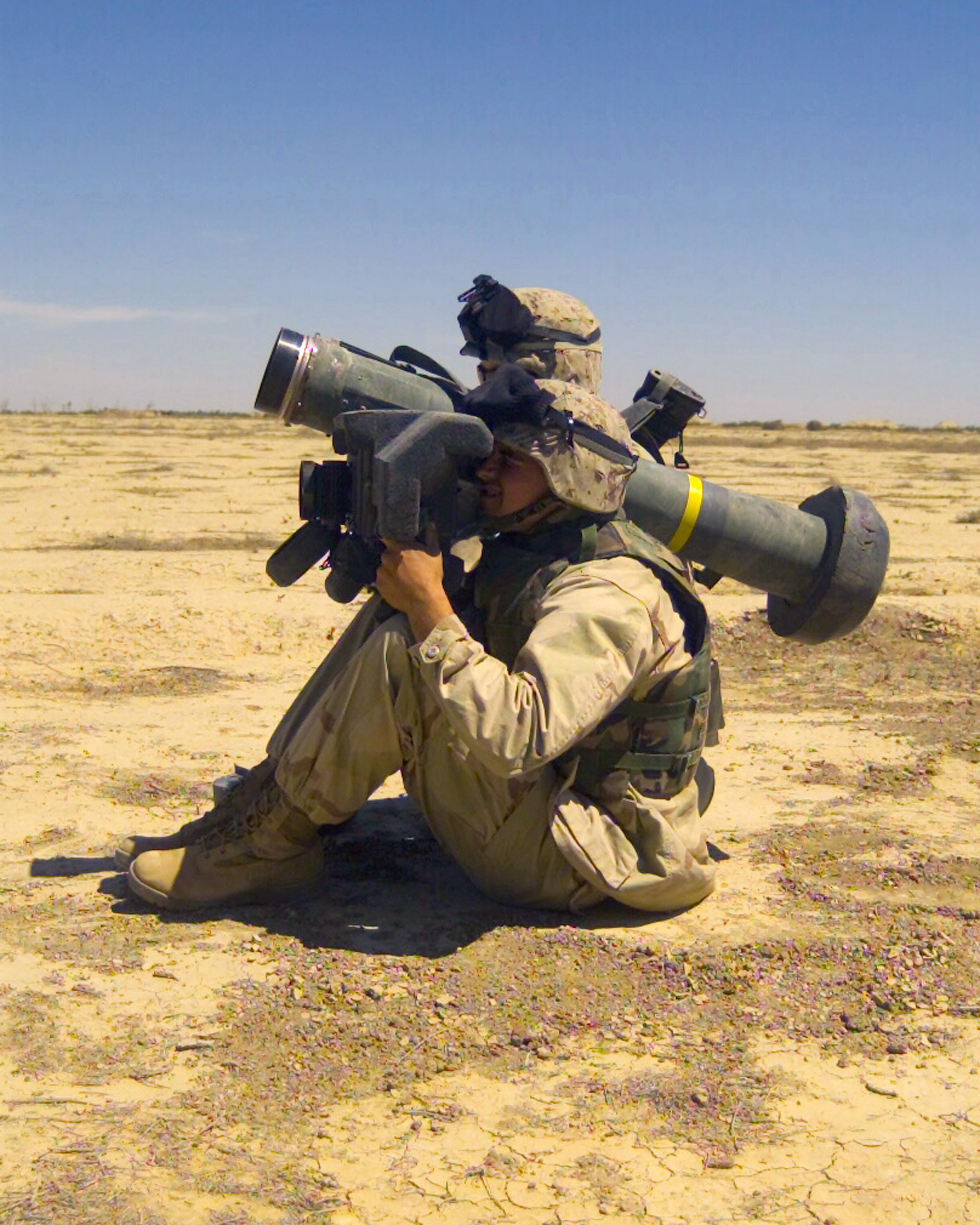
Підготовка до пуску
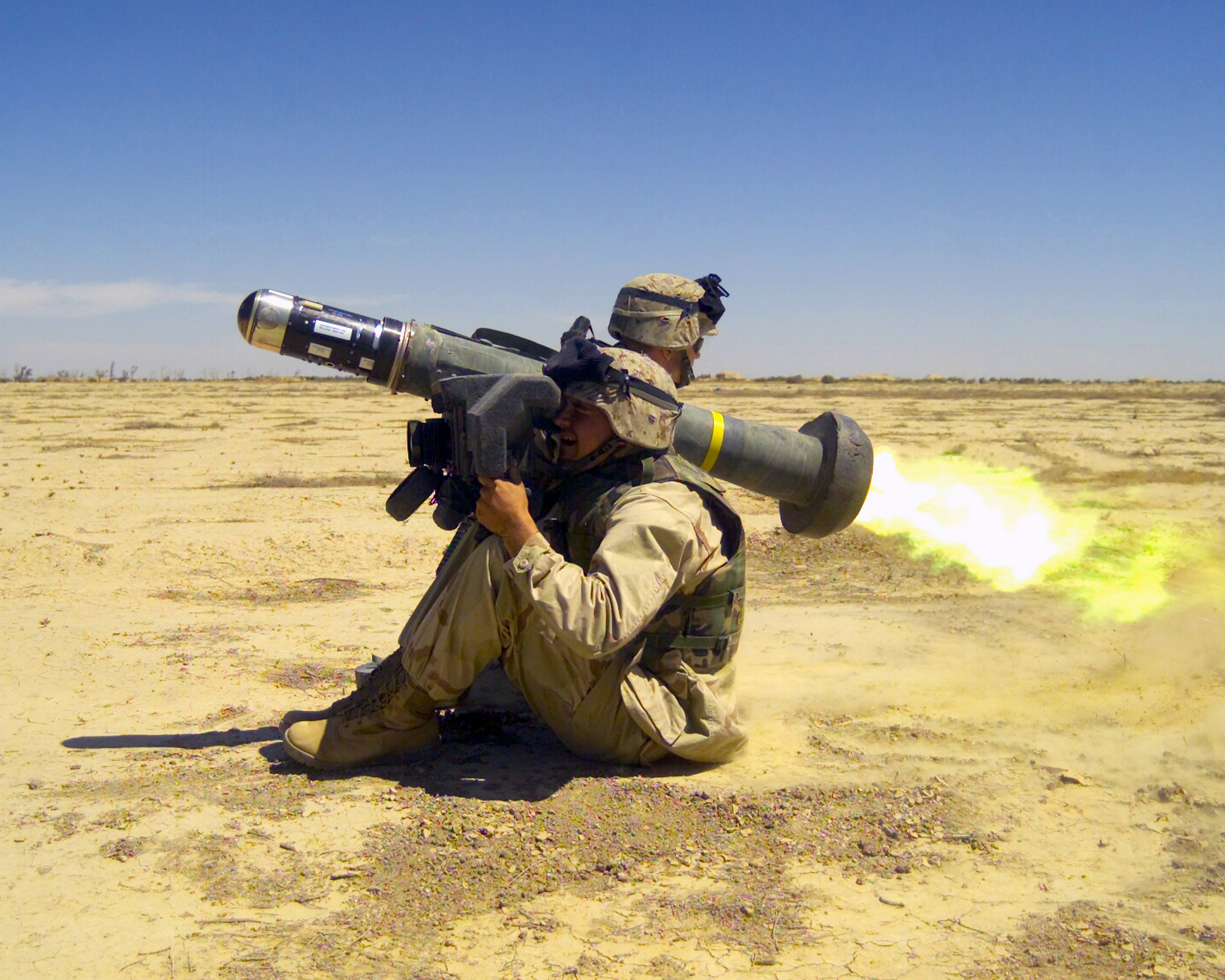
Пуск ракети FGM-148 з транспортно-пускового контейнера
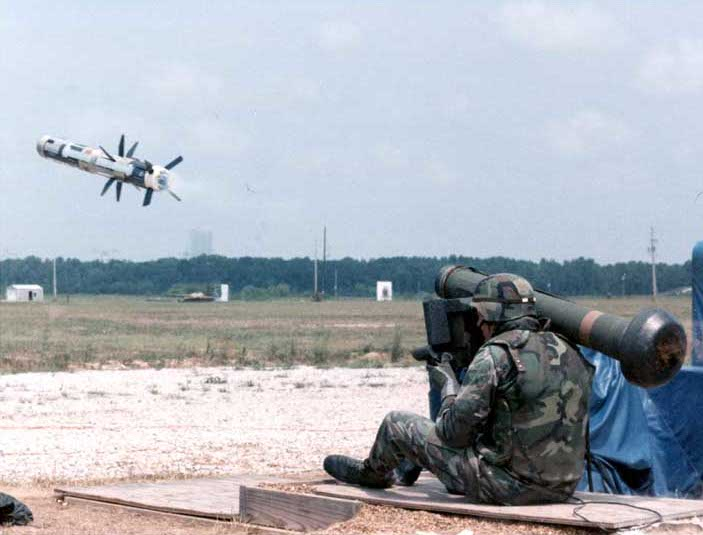
Робота вибивного заряду (перший ступінь)
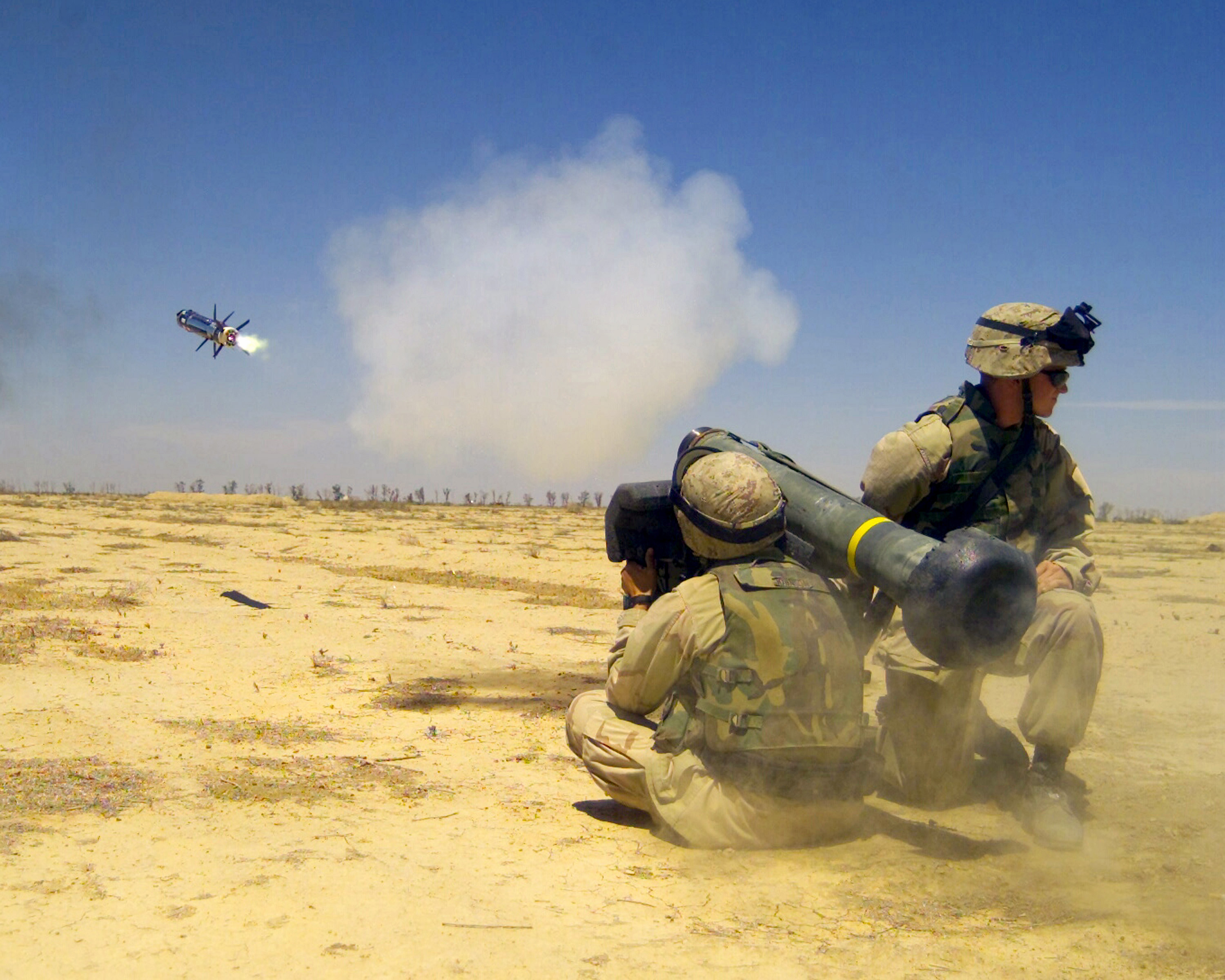
Робота маршового двигуна (другий ступінь)

#### Голівка самонаведення
Принцип «вистрелив-забув» реалізований в Javelin завдяки поєднанню тепловізійної системи спостереження із системою відстеження цілі та керування. Стрілець використовує тепловий приціл пускової установки — пульту керування для пошуку та ідентифікації цілі, а потім вмикає тепловізійну систему ракети та наводить її на захоплену ціль.
Система захоплення цілі ракети складається із трьох основних частин: матрицю чутливу до теплового випромінювання (англ. focal plane array, FPA), систему охолодження і калібрування, та систему стабілізації.
Процес охолодження голівки самонаведення оснований на ефекті Джоуля — Томсона та реалізований завдяки вбудованому в чутливу матрицю малогабаритного охолоджувача класу IDCA Dewar cooler. Поки ракета знаходиться в транспортно-пусковому контейнері, її голівка самонаведення охолоджується із допомогою стисненого аргону із ємності зовнішнього джерела живлення. Після пуску використовується балон всередині ракети.
У голівці самонаведення використана матриця виробництва компанії Raytheon Матриця створена на мікроболометрах на основі телуриду кадмію-ртуті. Відомо, що в експортних модифікаціях голівка самонаведення чутлива до хвиль довжиною 8-12 мкм. За даними виробника, матриця відповідає стандарту LWIR, що зазвичай означає довжину хвилі до 14 мкм. Розбіжності можуть бути пов'язані із матеріалами захисного ковпака та інфрачервоних лінз: сульфід цинку дешевший за германій та починає поглинати випромінювання з довжиною хвилі 12 мкм і вже повністю поглинає після 14 мкм.
Javelin використовує алгоритм на основі кореляційного аналізу постійно оновлюваного шаблону цілі. Цей алгоритм складається з таких кроків:
1. Отримання шаблону цілі як еталонної фотографії з командно-пускового пристрою CLU. Для цього перед пуском ціль знімається зі збільшенням та обрізкою кадра.
2. Знімання кадрів вже з ГСН ПТКР на матрицю 64×64 пікселі зі швидкістю 180 кадрів на секунду[45].
3. На отриманому кадрі відбувається пошук ділянок із крупними об'єктами в ІЧ-діапазоні, що обрізаються як «регіони інтересу» (англ. Region of Interest, ROI)[42].
4. За даними гіроскопів алгоритм оцінює приблизну відстань до цілі та горизонт ракети і, зазвичай, із допомогою перетворення Меліна[43] отримує зменшений і правильно обернений шаблон у такому ж масштабі, як і отримані знімки «регіонів інтересу».
5. Надалі алгоритм послідовно багато разів «прикладає» шаблон до зображення «регіону інтересу», рухаючись попіксельно та порядково.
6. Далі обчислюють функції кореляційного аналізу і якщо зображення схоже із шаблоном, то з'являються сплески кореляції (англ. correlation peaks)[43][46][47].
7. Алгоритм обирає як координати цілі ті координати накладення шаблону, які показали найбільші кореляційні піки. До відстані 100—300 метрів деталі цілі для матриці з низькою роздільною здатністю, як у Javelin, майже нероздільні[42], тому алгоритм більшою мірою сприймає ціль як точковий об'єкт.
8. Якщо фотографія цілі істотно відрізняється від шаблону (має слабку кореляцію), то відбувається запам'ятовування вже нового зображення як нового набору кореляційних точок («адаптованого шаблону») і повтор із кроку 2.

За умов без організації протидії захопленню ГСН із боку цілі ймовірність влучення досить висока — 96 %.
Російська військова пропаганда стверджує, що протидія математичним алгоритмам захоплення цілі полягає в максимальному скороченні кількості температурно контрасних зон на об'єкті, аби зменшити кількість зон, які можуть бути використані для кореляції, а також створити «хибні точки», які руйнуватимуть кореляцію, що може зменшити ймовірність захоплення цілі до 30 %, а дальність захоплення цілі зменшити в 2,7 раза. Зазвичай, цього досягають застосуванням стелс-технологій в інфрачервоному діапазоні, теплової ізоляції корпусу та інтенсивне змішування газового струменю вихлопних газів із холодним повітрям, а також через інфрачервоні пастки.
Натомість Javelin використовує технології підвищення чутливості своєї ГСН, аби бути здатним захопити опорні кореляційні точки на цілі навіть за умови низького теплового контрасту.

#### Бойова частина

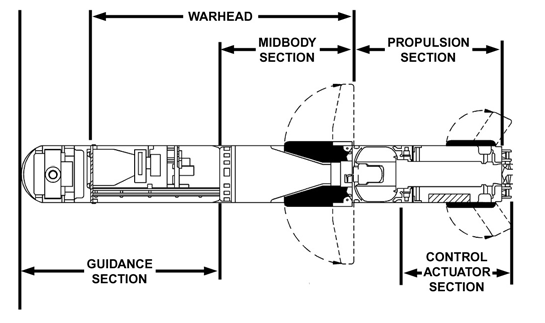
Схематична будова ракети.

Бойова частина ракети тандемна кумулятивна з електронною затримкою детонації основного заряду. Основний кумулятивний заряд Javelin принципово нічим не відрізняється від решти кумулятивних боєприпасів за характером дії та призначений для пробивання в броні невеликого за діаметром отвору кумулятивним струменем.
Тандемна будова бойової частини має ефективно протидіяти динамічному захисту бронетехніки. Перший, менший і легший вибуховий заряд ініціює елементи динамічного захисту, а більший та важчий вибуховий заряд вже має можливість уразити безпосередньо саму броню, не захищену елементами динамічного захисту.
Матеріал кумулятивної воронки впливає на справжню бронепробивність бойової частини, оскільки вона залежить від співвідношення щільності броні та матеріалу, з якого зроблено кумулятивну воронку. У першому заряді кумулятивна воронка зроблена з молібдену, який на 30 % щільніше за залізо. Щільний метал має попри невеликий калібр заряду поліпшити пробиття бронекришок елементів динамічного захисту. Основний заряд облицьований міддю, яка щільніша за залізо лише на 10 %.
Довжина кумулятивного струменя прямо залежить від діаметра кумулятивної воронки і дорівнює 1,5-4 калібри ПТКР. Ракета Javelin має порівняно невеликий калібр 127 мм у порівнянні з 152 мм у важчих ПТРК типу «Корнет» та BGM-71 TOW. Це дає підстави низці експертів стверджувати, що заявлений показник бронепробиття у 800 мм завищений, а насправді ракета здатна пробити до 600 мм гомогенної броні.
Для захисту основного заряду від осколків та ударної хвилі після детонації першого заряду між ними знаходиться захисна перегородка виготовлена із композитного матеріалу. Аби не перешкоджати кумулятивному струменю в середині перегородки зроблений отвір. Ефективність бойової частини проти динамічного захисту, створеного для протидії тандемним боєприпасам (ДЗ типу Релікт або Малахіт) залишається відкритим питанням.
Бойова частина має електронну систему детонації (англ. Electronic Safe Arming and Fire, ESAF). Ця система має низку запобіжників проти передчасного спрацювання зарядів, а також гарантує правильну роботу тандему — витримує необхідну затримку між підривом першого та основного зарядів.
Попри те, що тандемна кумулятивна бойова частина ракет системи Javelin довела свою ефективність у боротьбі із бронетехнікою, вона виявилась недостатньо ефективною в боротьбі з неброньованими цілями: піхота в укритті, легкоброньована або взагалі неброньована техніка, тощо. Для підвищення ефективності була створена ракета з універсальною бойовою частиною (англ. multi-purpose warhead, MPWH), яка буде використана в модернізованому варіанті FGM-148F. Єдина відмінність від базової моделі полягає у використанні металевої обгортки в корпусі навколо вибухової речовини, яка виготовлена з міцної сталі та має готові осколкові елементи, завдяки чому формується вдвічі інтенсивніше осколкове поле. Ця модифікація не змінює габаритів та ваги ракети та не погіршує її ефективність у боротьбі з бронетехнікою.
Боєприпасів із бойовими частинами інших видів, зокрема, термобаричними, нема і про плани налагодити їх виробництво не відомо. Також відсутня інформація про ракети з дистанційним підривом для Javelin, тому для ураження вертольотів або БПЛА необхідне пряме влучення.

#### Траєкторія польоту

Траєкторія польоту ракети при атаці згори

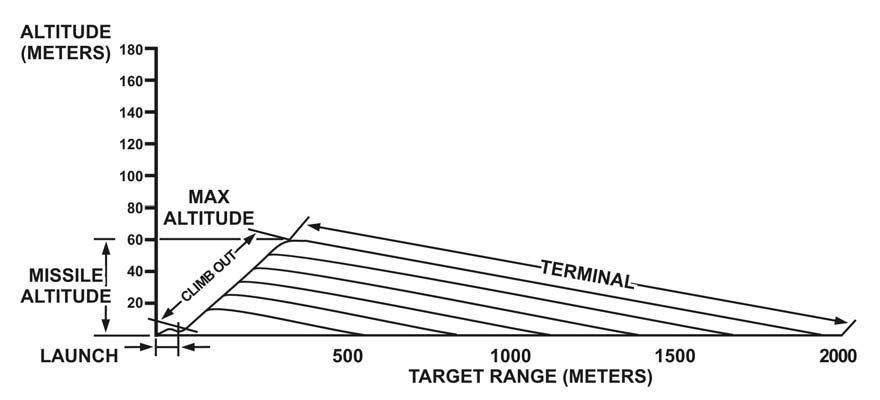
Траєкторія польоту ракети при атаці за прямою лінією

Система Javelin пропонує два режими атаки: згори та прямо.
Завдяки можливості атакувати згори ракети Javelin можуть уражати бронетехніку у дах, який менш захищений порівняно з лобом та бортами. Після пуску ракета здіймається на висоту 160 м та залишається на цій висоті поки не наблизиться до цілі на необхідну відстань та під гострим кутом падає на неї згори. Відстань до цілі має бути не менше 150 м. Цей режим непридатний для ураження техніки в критих укриттях (під мостом, тощо) а також завислих вертольотів.
У режимі прямої атаки ракета летить за похилою траєкторією. Для цілі на відстані 2000 м ракета спочатку здіймається до висоти 60 м і звідти майже за прямою летить у бік цілі. Цей режим призначений для ураження бронетехніки в борти, лобову проєкцію, та завислих вертольотів. Мінімальна відстань до цілі дорівнює 65 м.
Маршовий двигун має достатньо енергії аби ракета досягла зазначеної цілі. Однак, він повністю вигоряє вже на відстані 850 м. Перші моделі ракет мали ефективну дальність ураження цілей близько 2 км, яку вдалось поліпшити до 2,5 км у наступних версіях. Ракета здатна пролетіти на відстань до 4…4,5 км, але тут влучення у ціль вже не гарантоване. Очікується, що в результаті модернізації ефективна дальність (гарантованого ураження) буде збільшена до 4 км.

## Подальший розвиток

### Реалізовані модифікації
Було створено низку модифікацій ракетного комплексу, які отримали літерні позначення від A до D. Відомо, що в модифікації C була вдосконалена ракета, ймовірно її голівка самонаведення та система керування. Модифікація D призначена для експорту та має деякі відмінності від основної версії.
З середини вересня 2006 року розпочалось серійне виробництво модифікації Block-I. У цій версії збільшено максимальну кратність теплового приціла з ×9 до ×12. Таким чином, тепер стало можливим ідентифікувати цілі на відстані понад 2000 м. Також була збільшена швидкість польоту ракети, вдосконалене програмне забезпечення системи.
Планувалось, що в 2012 році буде створена модифікація з ефективною дальністю ураження цілей до 4 км.

### FGM-148F Javelin F-Model
Модифікація FGM-148F була створена як другий етап програми модернізації системи. Її розробка мала бути завершена в 2015 році. Проте, через технічні проблеми з боєголовкою-прекурсором (англ. precursor warhead, PCWH) розробка затягнулась і в 2016 році випробування були призупинені. Відновити їх вдалось лише в березні 2017 року.
Перша партія універсальних керованих ракет Javelin F-Model (FGM-148F) була виготовлена в травні 2020 року. Ракета FGM-148F оснащена вдосконаленою багатоцільовою бойовою частиною, що включає заряд нового покоління розрахований на пробиття наявної й перспективної броні, зокрема з динамічним захистом, та фрагментований сталевий корпус для підвищення ефективності ураження живої сили та легкоброньованих цілей. Також нова модифікація має зменшену вагу і поліпшену систему наведення та відстежування цілі.
У планах Пентагону станом на 2019 рік було придбати для потреб збройних сил США не менше 2,1 тисяч ПТРК Javelin модифікації FGM-148F протягом декількох наступних років. У тому числі в проекті бюджету на 2021 рік планується придбати 773 ПТРК Javelin для Сухопутних військ і 98 для Корпусу морської піхоти.

### Перспективні розробки
Американські військові поставили завдання перед розробниками «Javelin», спільним підприємством Javelin Joint Venture (JJV) здійснити модернізацію системи, зменшити її вартість, вагу, підвищити ефективність застосування проти цілей, які не є бронетехнікою. Програма модернізації отримала назву англ. Spiral (спіраль) та поділена на декілька етапів: Spiral 1, 2, 3 та англ. Lightweight CLU (полегшений пульт керування, LWCLU)
Етап Spiral 1 згідно планів мав бути завершений у 2015 році. Основним завданням було вирішити питання морального та фізичного старіння системи, зменшити її вагу та перейти з аналогової на цифрову обробку сигналів. У результаті розмір вбудованого комп'ютера був зменшений з двох до однієї плати. Завдяки цим заходам система була підготовлена до подальшої модернізації та подовження життя аж до 2050 років.
Етап Spiral 2 (FGM-148F) мав завершитись у 2015 році. Його метою була розробка багатоцільових бойових частин, які би дозволяли уражати інші види цілей, але зберігши, при цьому, головне призначення системи — ураження бронетехніки. Проте, через технічні проблеми з боєголовкою-прекурсором (precursor warhead, PCWH) розробка затягнулась і в 2016 році випробування були призупинені. Відновити їх вдалось лише в березні 2017 року. Перша партія ракет цієї модифікації була виготовлена в травні 2020 року.
Spiral 3, у результаті якої буде створена модель G (G-Model) або ж FGM-148G має на меті модернізацію теплової голівки самонаведення ракети. Замість охолоджуваного датчика довших хвиль в інфрачервоному діапазоні буде використаний сучасний комерційний датчик, який не потребує охолодження. Таким чином буде зменшена вартість ракети та її маса (оскільки зникне потреба в модулі охолодження (BCU) та газових трубках). Також очікується, що новий датчик збільшить ефективну дальність застосування ракети на кілометр, до 3500 м. Очікується, що завдяки нововведенням собівартість головки самонаведення вдасться зменшити на 40 %. Роботи над цим етапом буде завершено не раніше вересня 2018 року.

#### LWCU
Створення полегшеного пульту керування-пускової установки (англ. Lightweight CLU, LWCLU) є іще одним напрямом модернізації системи. Новий пульт матиме тактико-технічні показники не гірші (а за деякими показниками — кращі) за пульт версії Block I. Новий пульт буде легшим та матиме менші габарити, використовуватиме нові теплові датчики, які дадуть можливість переглядати зображення високої чіткості зі стабілізацією та можливістю поступового збільшення. Будуть реалізовані нові алгоритми обробки зображень. Завдяки новій елементній базі пульт матиме нижче енергоспоживання а також у ньому буде реалізований режим навчання.
Також була розроблена можливість бездротового зв'язку між пультом керування та ракетою після пуску, завдяки якому стрілець отримує можливість коригувати або навіть захоплювати ціль (англ. lock-on after launch, LOAL) під час польоту ракети. Проте розробники не планують втілювати цю технологію в модифікацію FGM-148G.
Крім цього, відомо про роботи над створенням модифікації системи для установки в дистанційно керовані бойові модулі (англ. Remote Weapon Station, RWS) та підготовлені контейнери (англ. Containerized Weapon System, CWS).
У березні 2021 року компанія Raytheon повідомила, що нею було успішно виконано випробування можливості запуску ракет «Stinger Block I» з новітнього пульту-пускового пристрою LWCLU від ПТРК «Javelin». Запущена ракета уразила та знищила безпілотний літальний апарат.

## Оцінка комплексу
Переваги

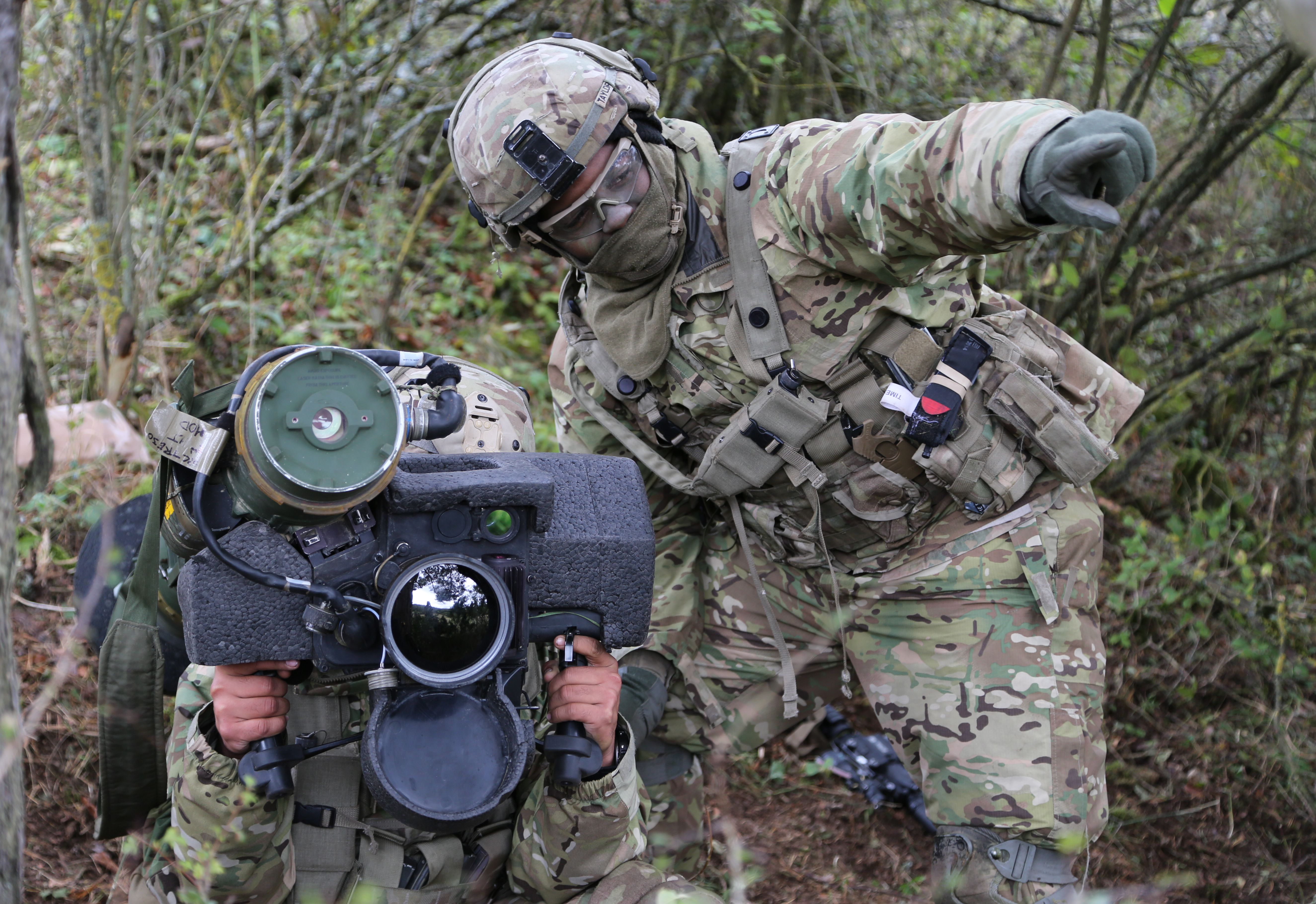
Двоє американських військових готуються стріляти з ПТРК

- Ураження цілей різних типів завдяки двом режимам запуску ракети, зокрема ураження цілей, що перебувають в укритті чи приховані рельєфом, та в найменш захищену частину бронетехніки — дах[73].
- Наведення можливе за складних метеоумов, у темряві та під час значної задимленості, що забезпечує значну перевагу над комплексами другого покоління без тепловізійних прицілів[73][74].
- Система наведення ракети не має жодної активної підсвітки цілі, яка може призвести до активації СПЗ із подальшим утворенням димової завіси. Однак, ракета може бути виявлена сучасними системами активного захисту за випромінюванням іонізованих вихлопних газів двигуна в ультрафіолетовому діапазоні[73].
- Ракеті важко протидіяти засобами оптико-електронного захисту, оскільки її система наведення взагалі не сприймає модульований сигнал, але наводиться на джерело ІЧ-випромінення далекої частини інфрачервоного спектру[73].

Недоліки
- Велика вартість комплексу пояснюється використанням інфрачервоної голівки самонаведення з об'єктивами великого діаметра[75]. Відомо, що в 2022 році одна ракета коштувала $175 тисяч[76].
- Максимальна ефективність досягається на перетятій місцевості. Зокрема природні умови сходу України дещо зменшують ефективність цього ПТРК[77].

## Тактико-технічні характеристики
Javelin Block 1
- Бойова маса: 22,3 кг

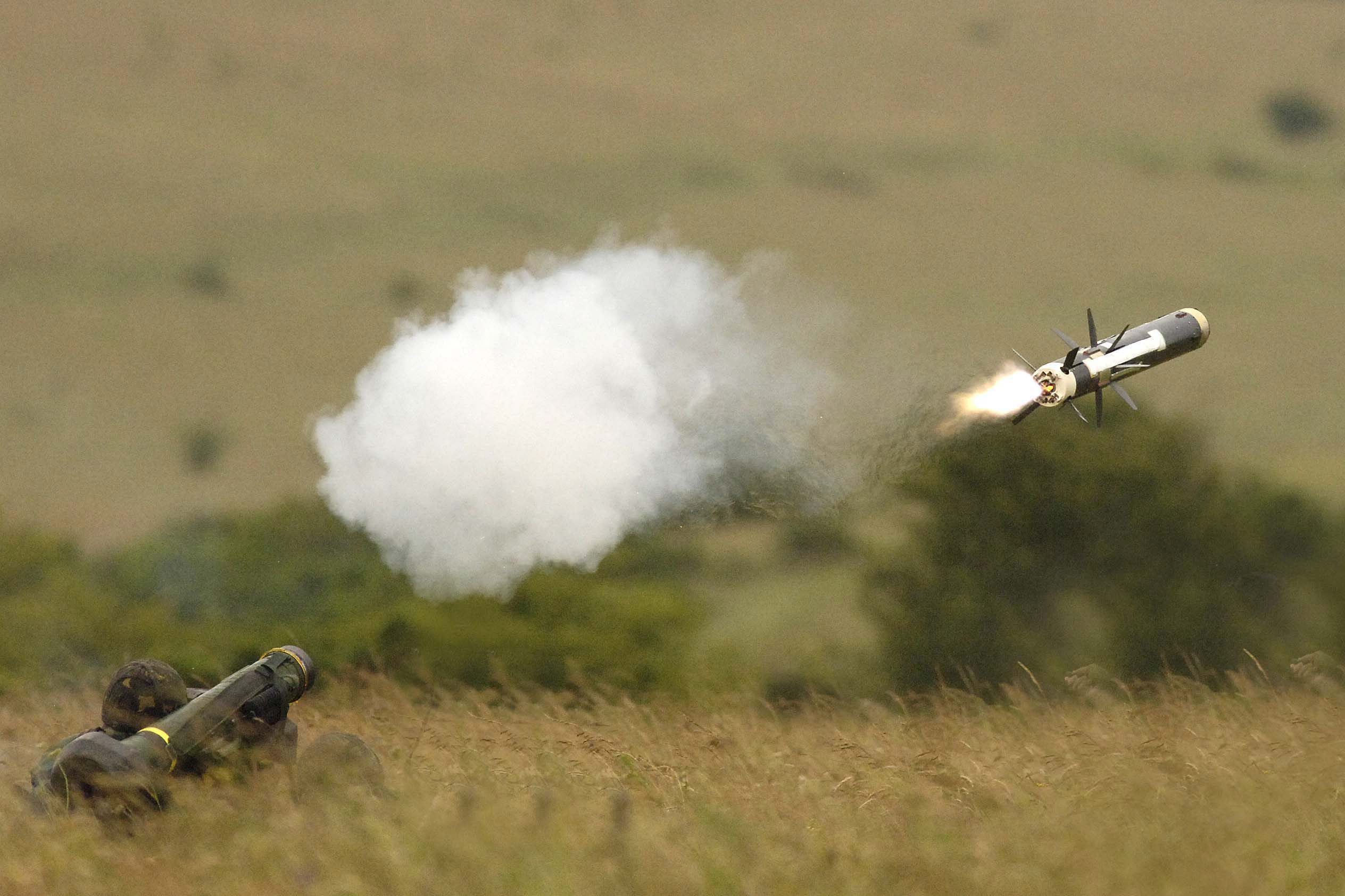
Запуск ракети з ПТРК

- Максимальна ефективна дальність: 2500 м
- Мінімальна ефективна дальність: 150 м у режимі атаки згори; 65 м у режимі атаки за прямою
- Обслуга: 1-3 осіб
- Час приведення в бойову готовність: менше 30 с
- Час перезаряджання: менше 20 с

Командно-пусковий блок M98A2 (пульт керування — пускова установка)
- Маса з елементом живлення: 6,8 кг
- Габарити:
  - Довжина: 49 см
  - Ширина: 41,91 см
  - Висота: 33,02 см
- Кратність збільшення денного прицілу: 4
- Кут огляду денного прицілу: 6,4×4,8°
- Кратність збільшення теплового прицілу в режимі широкого сектора огляду (WFOV): 4
- Кут огляду теплового прицілу в режимі широкого сектора огляду (WFOV): 6,11×4,58°
- Кратність збільшення теплового прицілу в режимі вузького сектора огляду (NFOV): 12
- Кут огляду теплового прицілу в режимі вузького сектора огляду (NFOV): 2×1,5°
- Довжина хвилі теплового випромінення, яке опрацьовує тепловий приціл: 8-10 мкм[41]
- Маса елемента живлення: 1,01 кг
- Час роботи елемента живлення, залежно від виробника та температури:[80]
  - Cambe Inc.: 0,5 год за температури понад 49 °C; 4 год за температури менше 49 °C
  - Saft America Inc.: 0,5 год за температури понад 49 °C; 3 год за температури від 10 °C до 49 °C; 1 год за температури від 10 °C до −29 °C
- Час виходу теплового прицілу на робочий режим: 2,5-3,5 хвилин.

Постріл FGM-148 Block 1
- Маса з елементом живлення: 15,5 кг
- Довжина: 120,9 см
- Діаметр: 14 см пускова труба; 29,85 см у районі заглушок
- Калібр ракети: 127 мм
- Маса ракети: 10,128 кг
- Довжина ракети: 108,27 см
- Тип бойової частини: тандемна кумулятивна
- Маса бойової частини: 8,4 кг[81]
- Маса вибухової речовини в бойовій частині (Block 0): 2,67 кг[82]
- Бронепробивність: понад 600 мм[54]; за іншими даними до 800 мм за динамічним захистом[83]
- Час польоту ракети в режимі атаки згори:
  - при стрільбі на 1000 м: 4,6 с
  - при стрільбі на 2000 м: 14,5 с
  - при стрільбі на 2500 м: 19 с
- Максимальна швидкість польоту ракети: 100 м/с при зниженні на ціль при стрільбі на 2000 м у режимі атаки згори[84]
- Кратність збільшення ГСН: 9
- Кут огляду ГСН: 1×1°
- Довжина хвилі теплового випромінення, яке обробляє ГСН: 8-10 мкм за даними ВМФ США[41][36]
- Маса елемента живлення: 1,32 кг
- Час охолодження ГСН: 10 с
- Час роботи елемента живлення: не менше 4 хвилин
- Термін зберігання: 10 років

## Бойове застосування

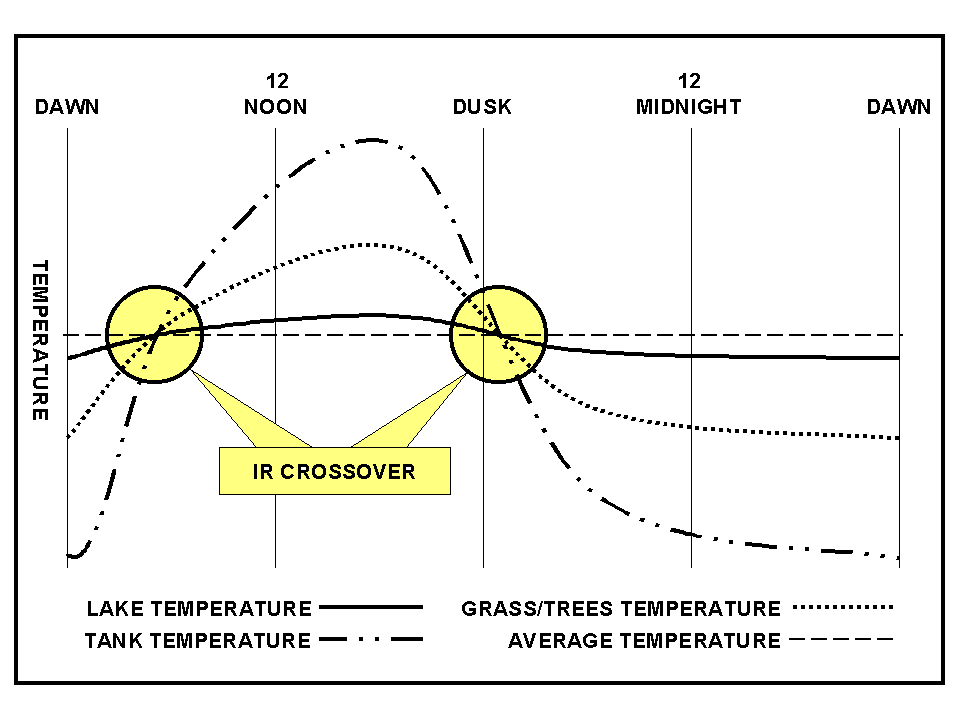
Температура танка в порівнянні з температурою навколишнього середовища: водоймами та рослинністю протягом доби.

### Коефіцієнт влучень
Виробник заявляє про коефіцієнт успішних влучень у ціль на рівні близько 94 % та виходить із даних випробувань, під час яких 31 ракети із 32 запущених уразили ціль. Однак коефіцієнт влучень у бойових умовах може істотно відрізнятись від заявленого.
CBS, CNN та New Zealand Herald описували випадки з війни в Іраку коли ракети давали осічки та не стартували, або ж не влучали у ціль. Однак у всіх описаних випадках вдавалось уразити ціль з другого пострілу. У битві за перевал Дебека 14 із 19 запущених ракет уразили ціль.
Серед можливих причин були названі «віртуальні навчання». Робота на тренажерах може доповнювати вивчення системи, але не може замінити реальні навчання. Внаслідок у військових виникали проблеми з виявленням та ідентифікацією цілей та промахи.
Іще однією проблемою, що виникає на практиці, є недостатній тепловий контраст між ціллю та навколишнім середовищем. Для її усунення слід правильно налаштовувати блок керування, але для цього необхідний відповідний досвід.
Залежно від умов застосування та рівня підготовки і досвіду стрільця коефіцієнт влучень може коливатись у межах від 50 % до 75 %.

### Війна в Іраку
Битва за перевал Дебека, яка сталась 6 квітня 2003 року, належить до числа найвідоміших випадків бойового застосування FGM-148 Javelin.
Під час операції «Північне Сафарі» (англ. Northern Safari) перевал Дебека на шляху між містами Ербіль та Махмур був зайнятий підрозділами 4-ї піхотної дивізії. Аби взяти цей перевал під свій контроль командування відправило три чоти (загалом 31 вояк) «зелених беретів»-десантників за підтримки підрозділів пешмерга. Американські спецпризначенці пересувались на легких всюдиходах та мали лише легке озброєння, у тому числі ПТРК Javelin.
Під час першого зіткнення ракетою Javelin була знищена одна вантажівка, яка знаходилась на відстані близько 3 км від стрільця. Невдовзі в бій вступили іракські МТ-ЛБ, танки Т-55 та військові на вантажівках. За декілька хвилин американським спецпризначенцям вдалось знищити три МТ-ЛБ та дві вантажівки. Після того, як ракетою Javelin був знищений Т-55 інші чотири танки повернулись на підготовлені позиції, де сховались у бруствери. Під захистом земляних валів вони стали недосяжними для системи наведення ракет. Тому американці перенесли вогонь на бронетранспортери й знищили іще два МТ-ЛБ. Коли по американських позиціях стала вести вогонь іракська артилерія, десантники були вимушені їх полишити й піти в атаку, у якій вдалось знищити іще один танк (з відстані 3700 м) та вантажівку. Завдяки підтримці з повітря американцям вдалось відтіснити іракських військових та взяти перевал.
Таким чином 19 випущених ракет знищили два танки, вісім бронетранспортерів та чотири військові вантажівки. Таким чином було доведено, що мотопіхотний підрозділ, що має лише легке, але ефективне озброєння, здатний протистояти важкоозброєному ворогові.

### Російсько-українська війна
У листопаді 2021 року американське видання Military Times з посиланням на голову розвідки Міноборони України Кирила Буданова повідомило, що системи Javelin були використані проти російських військ. Видання з посиланням на голову розвідки додало, що американські ракети разом із легкими радіолокаційними системами протидії вогню AN/TPQ (зокрема, могло йтись про AN/TPQ-36) і турецькими безпілотниками Bayraktar TB2 залучені до бойових дій проти російських бойовиків.
Але вже наступного дня пресслужба Об'єднаних сил спростувала цю новину: «Станом на зараз на Донбасі „Джавеліни“ не використовувалися».
У грудні 2021 року американський телеканал ABC опублікував відеорепортаж про перебіг бойових дій на поблизу міста Авдіївки. Журналісти ABC спілкувались із військовослужбовцями Збройних Сил України, у кадрах були помічені пускові установки протитанкових ракетних комплексів FGM-148 Javelin. Цей репортаж став першим повноцінним підтвердженням у медіа, що фронтові частини Збройних Сил України мають у розпорядженні «Джевеліни».
Першого дня російського вторгнення в Україну 24 лютого 2022 року за допомогою «Джавелінів» українські війська знищили 15 ворожих танків. До 4 березня «Джавелінами» знищили щонайменше 280 одиниць ворожої техніки, а всього виконали 300 запусків ракет. Тобто, у цієї зброї відсоток успішних уражень складає 93 %.
Наприкінці березня 2022 року Міністерство оборони США повідомили, що ЗСУ встановили рекорд ефективного використання ПТРК Javelin: 100 уражень ворожих цілей на 112 запусків.
Також відомо про успішні пуски на значну для даного ПТРК відстань. Так, навесні 2022 року на підступах до одного із сіл на півдні України українські військові знищили танк (імовірно Т-72Б3) з відстані близько 2,3 км.
2 липня 2023 року боєць 36 ОБрМП знищив російський ударний вертоліт Ка-52 на Бердянському напрямку із застосуванням ПТРК «Javelin». Збитий вертоліт летів на надмалій висоті.

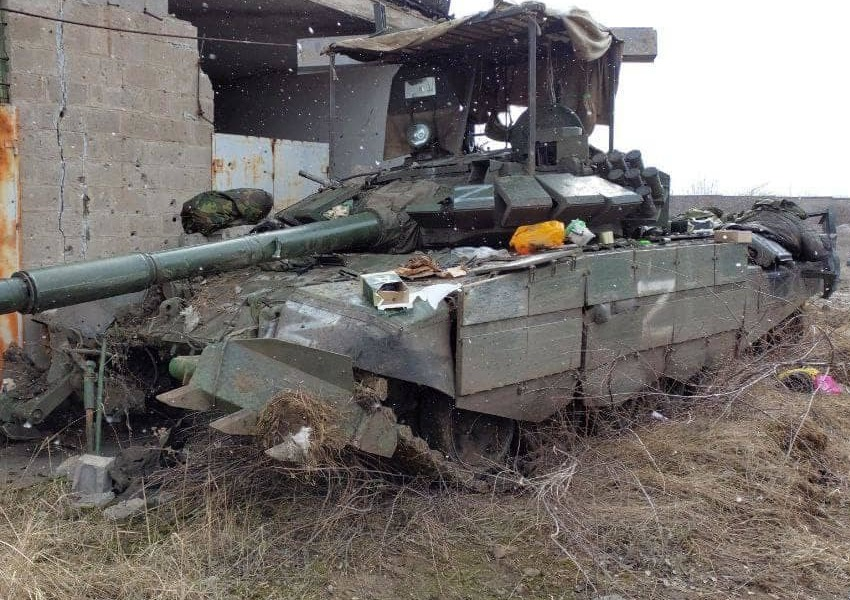
Російський танк з імпровізованою протикумулятивною решіткою на башті для захисту від «Javelin», неподалік Маріуполя, березень 2022 року

Аби хоч якось захиститись від атак у верхню півсферу, іще з 2021 року деякі російські танкові підрозділи стали наварювати на дах башти імпровізовані протикумулятивні решітки (так звані «мангали»). Однак протягом їхнього застосування невідомо жодного випадку, коли така решітка врятувала би танк від знищення, а натомість вони призводили до виходу із ладу бортового радіо (через коротке замикання антени) та заважали аварійній евакуації екіпажу. Тому згодом всі встановлені решітки було знято. Згодом російські військові стали застосовувати спеціальні покриття (зокрема, мультиспектральний засіб «Накидка») та вносити зміни у вихлопну систему танків для зменшення інфрачервоної сигнатури, застосовувати їх рано у сутінках, коли температура корпусу мало відрізняється від температури навколишнього середовища, тощо. Деякі з цих заходів виявились ефективними проти ПТРК з інфрачервоним наведенням.
Використання ПТРК Javelin було ускладнене тим, що при передачі пускових та ракет українським військовим не було повідомлено про «гарячу лінію» технічної підтримки виробника, яка допомагає з розв'язанням технічних проблем операторам даних ПТРК.
29 вересня 2024 року бійці 15 БрОП Національної гвардії України за допомогою ПТРК Javelin знищили російський танк Т-72Б3 на Покровському напрямку.

## Оператори

Країни-оператори FGM-148 (позначені синім кольором)

### Дійсні
- Австралія: 92 пускові установки[101].
- Бахрейн: 13 пускових установок[102].
- Велика Британія: у січні 2003 року Міністерство оборони Великої Британії оголосило, що придбає комплекси Javelin в рамках програми Light Forces Anti-Tank Guided Weapon System (LFATGWS). Системи Javelin поступили на озброєння в 2005 році на заміну ПТРК MILAN та Swingfire[11][103][104].
- Грузія: 410 ракет, 72 пускових установки.
- Естонія: 120 пускових установок та 350 пострілів (поставлені в 2015 році)[105]. У грудні 2017 року була отримана партія ракет і пускових установок Block-1 загальною вартістю $33 млн, виділених у 2014 році Сполученими Штатами на підвищення обороноздатності європейських країн-союзників (European Security Assistance Force)[106]. 15 лютого 2020 року було передано іще 128 протитанкових ракет до комплексу Javelin[107].
- Індонезія: 25 пускових та 189 пострілів Javelin Block 1[108].
- Ірландія: на озброєнні Ірландської армії, де замінив ПТРК MILAN[109].
- Йорданія: 30 пускових установок та 116 пострілів отримані в 2004, у 2009 році було замовлено додатково 162 пускових установки, 18 ракет Fly-to-Buy Missiles, та 1808 протитанкових ракет разом із іншим устаткуванням. Вартість контракту оцінюють на рівні $388 млн[110]. У серпні 2017 року був укладений договір на постачання додаткових ракет та пускових установок[111].
- Катар: у березні 2013 року Катар подав заявку на придбання 500 пострілів та 50 пускових установок.[112] У березні 2014 року відповідний контракт був підписаний[113]. У серпні 2017 року був укладений договір на постачання додаткових ракет та пускових установок.[111].
- Литва: 40 пускових установок[114]. У грудні 2015 року DSCA схвалив дозвіл на продаж Литві додаткові 220 постріли та 74 пускові установки на суму $55 млн[115]. У грудні 2020 року було замовлено додаткові пускові установки та ракети на суму $10 млн[116].
- Нова Зеландія: 24 пускових установок[117].
- Норвегія: 100 пускових установок та 526 пострілів. Отримані в 2006 році, в експлуатації з 2009 року[118]. У 2017 році Норвегія розпочала пошуки наступника системи, який би міг ефективно уражати нове покоління танків, на яких встановлено системи активного захисту[119].
- ОАЕ:[120]
- Оман: 30 пускових установок[121].
- США: з відкритих джерел відомо, що станом на 2016 було придбано 28261 постріл та 7771 пускову установку Javelin.
- Саудівська Аравія: 20 пускових установок та 150 пострілів[122].
- Сирійський Курдистан: у 2014 році невстановлена кількість систем були помічені в руках бійців загонів народної оборони сирійських курдів. Відомо, що в лавах цих підрозділів були присутні військові сил спеціальних операцій США[123].
- Тайвань: у 2002 році було придбано 360 пострілів та 40 пускових установок на суму $39 млн. У суму угоди входило навчання, логістичне забезпечення, та необхідне устаткування[124]. У 2008 році США повідомили про продаж іще 20 пускових установок та 182 пострілів до них[125]. У серпні 2017 року був укладений договір на постачання додаткових ракет та пускових установок[111].
- Україна: 10000+ ракет станом на жовтень 2024 року[126][127][128][129][130].
- Франція: 76 пускових установок та 260 пострілів для використання в Афганістані[131]. Заміщували протитанкові ракети MILAN[132], проте надалі Франція віддає перевагу Missile Moyenne Portée (MMP)[133].
- Чехія: Придбано 3 пускові установки та 12 пострілів для сил спеціального призначення (для використання в Афганістані)[134]. Додатково було замовлено невідому кількість пускових установок та пострілів до них у грудні 2015 року на суму $10,21 мільйони[135].

### Можливі
- Індія: Індія запропонувала придбати певну кількість готових виробів та налагодити виробництво з «передачею технологій» в країні для отримання решти. Проте США не підтвердили цю угоду[136][137]. Натомість, у вересні 2013 року США запропонували спільну розробку нового варіанту Javelin, від чого Індія відмовилась[138]. Врешті, плани закупити Javelin були відкинуті та в жовтні 2014 року Індія придбала Ізраїльські системи Spike[139][140].
- Польща: У березні 2020 року Державний департамент США погодив продаж Польщі 79 пускових установок та 180 протитанкових керованих ракет FGM-148 Javelin та пов'язаного з ними обладнання, орієнтовною вартістю 100 мільйонів доларів. Вже в квітні 2020 року стало відомо, що завершено перемовини щодо поставки 60 командно-пускових установок та 180 протитанкових ракет FGM-148 Javelin — контракт буде підписаний найближчим часом. Нові ракети, швидше за все, підуть до сформованих протитанкових підрозділів трьох бригад військ територіальної оборони, розташованих у східній частині Польщі[141].

### Закупівлі американськими військовими
Джерела:
До завершення 2015 фінансового року армія США придбала 28261 постріл та 7771 пускову установку Javelin.
У таблицях нижче наведена неповна інформація про закупівлі пострілів та пускових установок Javelin у зазначені фінансові роки США. У дужках вказана середня вартість у тисячах доларів США. Рік фактичного отримання виробів не завжди збігається з роком замовлення.
| Рік       | До 1997 | 1997     | 1998     | 1999      | 2000 | 2001     | 2002      | 2003      | 2004     | 2005      | 2006      | 2007      | 2008       | 2009       | 2010       | 2011      | 2012      | 2013      | 2014      | 2015      |
| --------- | ------- | -------- | -------- | --------- | ---- | -------- | --------- | --------- | -------- | --------- | --------- | --------- | ---------- | ---------- | ---------- | --------- | --------- | --------- | --------- | --------- |
| Армія США | 2585    | 1020     | 894 (79) | 3569 (79) | 2392 | 2776     | 4139 (69) | 1478 (69) | 991 (76) | 1038 (77) | 199 (126) | 250 (133) | 1320 (111) | 1320 (126) | 1334 (123) | 715 (141) | 710 (115) | 307 (186) | 427 (160) | 331 (174) |
| КМП США   |         | 141 (79) | 380 (79) | 741 (79)  |      | 229 (69) |           |           |          |           |           |           |            | 254 (120)  |            |           | 15 (145)  | 172 (152) | 399 (152) | 88 (193)  |
| Експорт   |         |          |          |           |      |          | 1278      | 3861      |          | 112       |           | 160       | 828        |            |            | 516       | 599       | 393       | 75        | 449       |

| Рік       | До 1997 | 1997     | 1998      | 1999      | 2000 | 2001 | 2002      | 2003      | 2004      | 2005       | 2006      | 2007      | 2008      | 2009      |
| --------- | ------- | -------- | --------- | --------- | ---- | ---- | --------- | --------- | --------- | ---------- | --------- | --------- | --------- | --------- |
| Армія США | 260     | 206      | 395 (127) | 298 (127) | 610  | 808  | 840 (104) | 707 (104) | 120 (118) | 1021 (119) | 102 (133) | 859 (123) | 604 (144) | 920 (142) |
| КМП США   |         | 48 (127) | 140 (127) | 153 (127) |      |      |           |           |           |            |           |           |           |           |
| Експорт   |         |          |           |           |      |      | 602       | 378       |           | 150        |           |           | 112       |           |

27 квітня 2021 року Міністерство оборони США оголосило, що підписало угоду з консорціумом СП Javelin (у складі компаній Raytheon і Lockheed Martin) про замовлення партії протитанкових ракет FGM-148 Javelin. Новий контракт вартістю 176 млн доларів США повинен бути виконаний до кінця листопада 2023 року. Він є додатком до довгострокового договору, що стосується виробництва та постачання протитанкової зброї цього типу. Одержувачем нових комплексів буде армія США та закордонні замовники (за процедурою FMS), цими країнами є Литва та Тайвань.

### Бразилія
Бразилія звернулась із проханням до США придбати до 222 протитанкових ракет і 33 командно-пускові установки (CLU) комплексу Javelin FGM-148. До угоди включено тренування операторів ПТРК і навчальні ракети, а також інше супутнє обладнання та послуги й відповідні елементи матеріально-технічного та програмного забезпечення.
9 серпня 2022 року Агентство зі співробітництва у сфері безпеки та оборони США видало необхідну сертифікацію на продаж уряду Бразилії ракет Javelin та пов'язаного обладнання орієнтовною вартістю до $ 74 мільйонів.

### Велика Британія
На початку серпня 2022 року Державний департамент США ухвалив рішення про схвалення можливого продажу 513 одиниць полегшених командно-пускових установок Javelin (LWCLU) Великій Британії.

### Грузія
У листопаді 2017 року Державний департамент США дозволив продаж 410 ракет, 72 пускових установки (включно з двома пусковими установками Javelin Block 1 CLU для запасних частин). Також у контракт включено 10 тренажерів Basic Skills Trainers (BST); до 70 навчальних пострілів; технічну, логістичну підтримку та навчання, загальна вартість оцінена в $75 мільйони.
23 листопада 2018 року міністр оборони Грузії Леван Ізорія оголосив, що перший етап придбання системи Javelin завершений успішно. Невдовзі має розпочатись навчання грузинських солдат правильному користуванню цим ПТРК. Під час презентації оборонної візії у парламенті 22 грудня 2020 міністр оборони Грузії Іраклі Гарібашвілі заявив, що Грузія також має намір придбати більше протитанкових ракет Javelin у 2021.
У квітні 2021 року під час військових навчань військові зі складу 22-го батальйону ІІ піхотної бригади, серед іншого, здійснили навчальні стрільби з ПТРК Javelin.
На початку серпня 2021 року керування Департаменту оборони США з оборонного співробітництва і безпеки (DSCA) повідомило про погодження продажу Грузії 82 ракет для протитанкових комплексів Javelin та 46 пускових установок на загальну суму $30 млн.

### Литва
У серпні 2020 року Литва отримала від Сполучених Штатів партію протитанкових ракетних комплексів Javelin на понад 31 млн доларів.
Також наприкінці 2020 року Литва замовила у Сполучених Штатів Америки протитанкові ракетні комплекси Javelin на 10 млн доларів.
У грудні 2021 року Агентство оборонних ресурсів Литви підписало з урядом США доповнення до договору аби додатково придбати 20 пускових установок та 230 ракет, інше системне обладнання на суму 97 млн доларів.
Загалом, узгоджено, що кількість проданих Литві ракет Javelin, пускових установок та іншого обладнання буде збільшено до 125 мільйонів доларів.
Комплекси будуть передаватися збройним силам Литви частинами з 2024 по 2028 рік.

### Норвегія
16 березня 2021 року Державний департамент США погодив продаж Норвегії 120 ракет, 24 Javelin Block 1 Command Launch Units, запасних частин, документації, тощо, на суму $36 мільйонів.

### Україна

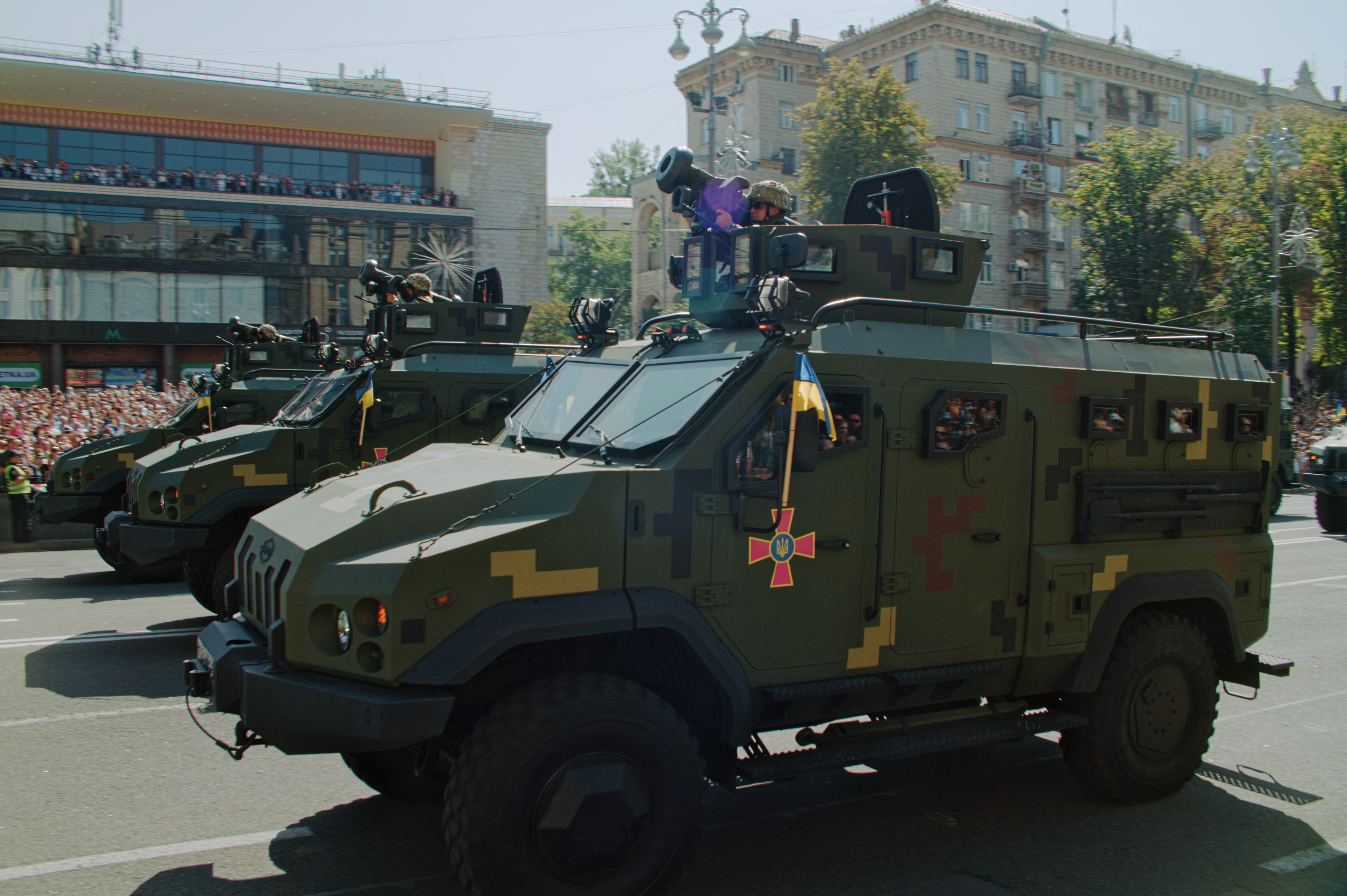
Український військовий з FGM-148 Javelin на СБА «Варта». Парад з нагоди 27-ї річниці Незалежності України, 2018 рік.

30 квітня 2018 року Державний департамент США підтвердив, що комплекси були передані Україні — попередньо озвучувалося, що буде продано 210 ракет і 37 пускових установок.
Дискусії з приводу отримання/придбання Україною ПТРК Javelin тривали від початку російсько-української війни в 2014 році. У грудні 2017 року адміністрація Дональда Трампа схвалила план, розроблений Конгресом США, надання різнопланової допомоги Україні, у тому числі, й можливості передачі ПТРК Javelin. У січні 2018 року Начальник Генерального штабу — Головнокомандувач ЗС України генерал-армії України Віктор Муженко віддав розпорядження щодо опрацювання заходів підготовки до експлуатації і прийняття на озброєння Збройних Сил ПТРК Javelin. У ЗМІ йшлось про отримання 220 ракет і 35 пускових установок.
1 березня 2018 року Державний департамент США офіційно схвалив продаж Україні 210 ракет і 37 пускових установок за $47 млн. У вартість контракту включено також проведення тренувань, матеріально-технічну допомогу та технічне обслуговування. За заявою міністра оборони України Степана Полторака вже з 2 травня 2018 року на базі навчальних центрів Збройних сил України розпочнеться практична підготовка розрахунків протитанкових ракетних комплексів «Джавелін».
22 травня 2018 року на полігоні Збройних Сил України відбулись випробування комплексів «Javelin» та «Стугна» у присутності Президента України, секретаря РНБО, та інших високопосадовців.
У листопаді 2018 року Президент України Петро Порошенко повідомив, що в 2019 році триватиме укомплектування підрозділів Десантно-штурмових військ, у тому числі бронетранспортерами БТР-3 та БТР-4, командно-штабними машинами «Світязь», протитанковими ракетними комплексами, у тому числі й Javelin.
У березні 2019 року спеціальний представник Державного департаменту США з питань України Курт Волкер повідомив про зацікавленість Україною в отриманні більшої кількості протитанкових ракетних комплексів Javelin. У серпні 2019 року про бажання України придбати додаткові ПТРК Javelin повідомив і тимчасовий повірений у справах США в Україні Вільям Тейлор.
Наприкінці вересня-початку жовтня 2019 року Державний департамент та Конгрес США схвалили продаж Україні 150 протитанкових керованих ракет Javelin та 10 пускових установок на суму $39 млн, а Міністерство оборони України уклало відповідний контракт.
17 червня 2020 року посольство США в Києві заявило про передачу Україні обладнання та боєприпасів, серед яких і комплекси Javelin, на загальну суму понад 60 млн дол. 24 червня Збройні сили України отримали від США першу партію ракет до комплексів Javelin, найновішої модифікації FGM-148E
У липні 2020 року під час бойової підготовки протитанкових підрозділів було відпрацьовано застосування з пусками ракет FGM-148 «Джавелін» в парі зі «Стугна-П».
22 жовтня 2021 року до України прибула третя і завершальна партія додаткової безпекової допомоги на 60 млн доларів від Сполучених Штатів Америки для Збройних Сил України. Зокрема, були отримані 30 пускових установок та 180 ракет до них та боєприпаси під «калібри НАТО».
18 лютого 2022 року Естонська Республіка передала Збройним Силам України партію ракет до протитанкових ракетних комплексів FGM-148 Javelin, дозвіл на передачу яких раніше отримала від Сполучених Штатів. Доставлені вони були українським військово-транспортним літаком Ан-26.
25 лютого 2022 на тлі російського вторгнення в Україну, Естонія погодилася передати Україні додаткові Javelin-и.
13 квітня 2022 року Пентагон оприлюднив подробиці нового пакету матеріально-технічної допомоги Україні до складу якої увійшли 500 ракет до Javelin та «тисячі одиниць протитанкової зброї».
На початку травня 2022 року прессекретар Пентагону Джон Кірбі повідомив, що до 6 травня Україні буде передано додаткові 5000 ракет комплексу «Джавелін».
1 червня 2022 року було оголошено про виділення чергового пакету допомоги Україні до складу якого увійшло, серед іншого, 1000 ракет Javelin і 50 пускових установок.
Всього, станом на середину червня 2022 року, Сполучені Штати передали Україні понад 6500 протитанкових систем Javelin та понад 20000 інших протитанкових засобів.
19 серпня 2022 року Президент Сполучених Штатів Джо Байден підписав новий, вже 19-й, пакет допомоги для надання Україні додаткового озброєння та військової техніки. Серед іншого, до нього увійшли 1000 протитанкових систем Javelin (ракети чи пускові установки не уточнено).

## Медійне висвітлення
Після передачі комплексу на озброєння України, до нього приділялася значна увага російської та української пропаганди.
5 липня 2018 року інформаційний простір був наповнений повідомленнями про нібито прострочені ПТРК Javelin, що були передані Україні. Для цього російською стороною було створено підроблений лист від директора КБ «Луч» Олега Коростельова до секретаря РНБО Олександр Турчинова, де Коростельов нібито нарікає на якість поставлених ПТРК Javelin. Підроблений документ був вперше опублікований у Telegram-каналі з назвою «НачШтабу», створеному за пару тижнів до того. Сам канал «НачШтабу» займається розповсюдженням фейків, дезінформації та пропаганди, що чергуються із перепостами достовірних повідомлень української сторони.
Як зазначалося у Forbes, Javelin став символом підтримки України США в її боротьби проти Росії та проросійських сил на Донбасі. «Коли українці помічають ціль, яка виправдовує використання ПТРК, вони знімають удар на відео і отримують від нього певну пропаганду». Деякі західні ЗМІ назвали «Джавелін» символом українського опору. Ізраїльська газета «The Jerusalem Post» відгукнулася, що ця зброя «перетворила російських хижаків на здобич». Як визнають російські інформаційні ресурси, використання ПТРК «Джавелін» Україною суттєво змінило баланс сил на Донбасі на користь ЗСУ.
Під час російського вторгнення в Україну з'явився інтернет-мем про покровительку українців, святу Джавеліну.

## У культурі
Під час російсько-Української війни та повномаштабного вторгнення росії на територію України зокрема, ПТРК «Джавелін» став широко відомий, що знайшло відображення у масовій культурі: зображення на картинах і муралах, згадування у піснях, до прикладу «Українська лють» Христини Соловій або «Байрактари й джавеліни» Тараса Компаніченка.
Також ПТРК FGM-148 Javelin зустрічається в багатьох відеоіграх про сучасні або гіпотетичні конфлікти:
- В серії шутерів від першої особи Battlefield.
- В серії шутерів від першої особи Call of Duty.
- В серії тактичних шутерів Arma.
- В тактичному шутері Squad.
- В тактичному шутері Operation Flashpoint: Dragon Rising.
- В стелс-екшн серії Metal Gear.